# 카를로 카타네오
카를로 카타네오(이탈리아어: Carlo Cattaneo, 1801년 6월 15일~1869년 2월 6일)는 이탈리아의 철학자이자 작가, 그리고 사회 운동가로, 1848년 3월 밀라노에서 발생한 5일간의 봉기 동안 시의회를 이끌며 중요한 역할을 한 인물로 유명하다.

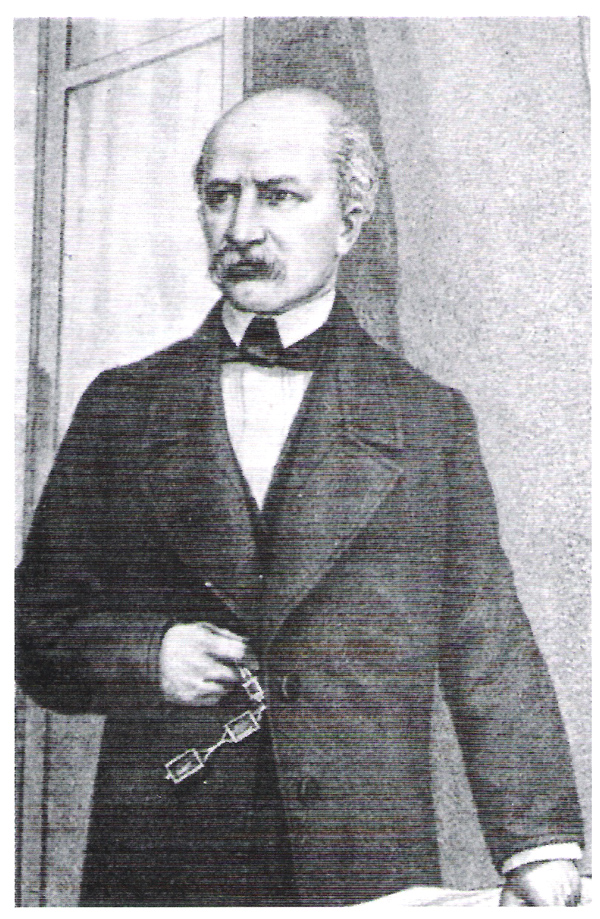
말년의 카타네오

## 어린 시절 및 교육
카를로 카타네오는 1801년 6월 15일 밀라노에서 태어났다. 그는 금세공인이었던 멜키오레 카타네오(Melchiorre Cattaneo)와 마리아 안토니아 산조르지(Maria Antonia Sangiorgi)의 아들이었다. 밀라노에서 학교를 다닌 후, 파비아 대학교에서 법학을 공부하여 1824년에 졸업했다.

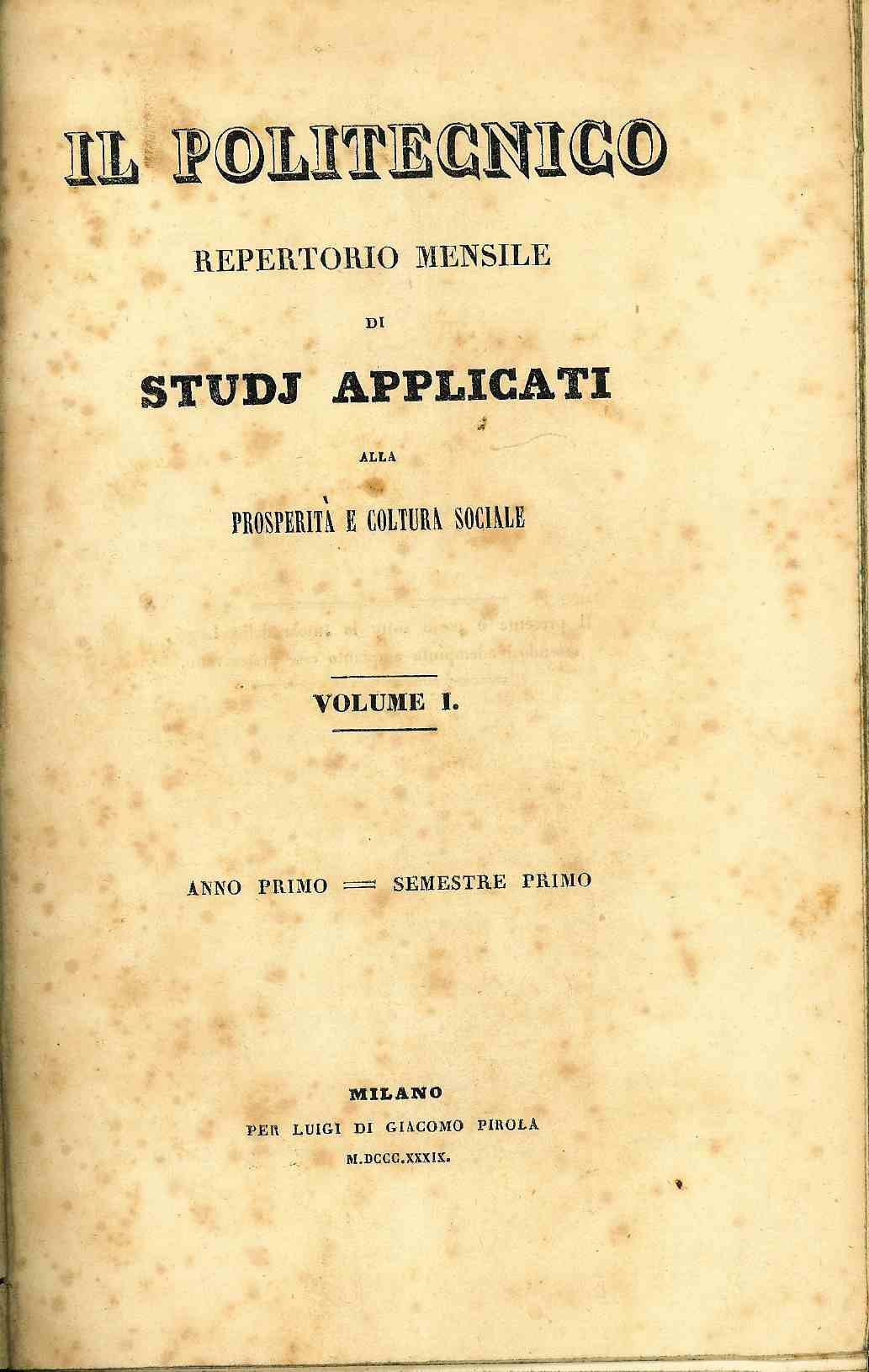
《일 폴리테크니코》(Il Politecnico) 창간호

공화주의자였던 카타네오는 젊은 시절 롬바르디아에서 카르보나리 운동에 참여했다. 그는 이탈리아 국민을 낭만주의와 수사에서 벗어나 실증 과학에 관심을 갖게 함으로써 도덕적·지적 재생을 이루고자 철학 연구에 전념했다. 이 시기 그는 철학자 잔 도메니코 로마뇨시를 만나게 되었고, "로마뇨시의 실용적 해결책과 학제 간 접근 방식에 특히 매료되었다." 카타네오는 자신의 사상을 1839년 밀라노에서 직접 창간한 평론지 《일 폴리테크니코》(Il Politecnico)를 통해 전개했다. 그는 1840년부터 1848년까지 밀라노의 팔라초 가바치(Palazzo Gavazzi)에 거주했다. 1835년에는 오랜 약혼자였던 귀족 여성 앤 파인 우드콕(Anne Pyne Woodcock, 1793년 아일랜드 리머릭 출생~1869년 스위스 루가노에서 사망)과 결혼했다.

## 1848년 혁명
카를로 카타네오는 온건한 성향의 이탈리아 민족주의자였다. 그는 1848년 혁명을 지지했고, 혁명 위원회가 도시 행정을 장악한 롬바르디아로 이주했다. 카타네오는 오스트리아 제국에 맞선 봉기의 지도자 중 한 명이 되었으며, 이 봉기는 밀라노의 5일 봉기(1848년 3월 18일~22일)로 알려져 있다. 그는 젊은 민주주의자들인 엔리코 체르누스키, 줄리오 테르차기(Giulio Terzaghi), 조르조 클레리치(Giorgio Clerici)와 함께 전쟁 평의회를 구성했고, 이들은 비글리 거리(Via Bigli)의 타베르나 궁전(Palazzo Taverna)을 본부로 삼아 봉기군의 작전을 지휘했다.

3월 18일, 오스트리아 주둔군의 입장이 불리해졌다고 판단한 라데츠키 원수는 반군에게 협상의 여지가 있는지 타진했다. 당시 일부 지도자들은, 피에몬테 군대가 막 전쟁을 선포한 상황에서, 그들이 도착할 시간을 벌 수 있는 휴전을 수락할 의향이 있었다. 하지만 카타네오는 롬바르디아에서의 오스트리아군 전면 철수를 강력히 요구했다. 3월 21일에도 라데츠키는 다시 휴전을 제안했고, 두리니와 보로메오는 식량과 탄약이 하루밖에 남지 않은 상황에서 방어를 재정비할 수 있는 기회가 된다며 이를 수용하려 했다. 그러나 카타네오는 다음과 같이 대답했다:
지금까지 적이 우리에게 탄약을 공급해주었듯, 앞으로도 그렇게 할 것이다. 24시간의 식량과 24시간의 굶주림은 우리가 필요로 하는 시간보다 훨씬 많다. 오늘 저녁, 우리가 방금 세운 계획이 성공한다면, 성벽 방어선이 무너질 것이다. 어쨌든, 우리가 빵 없이 굶어 죽는 한이 있더라도, 교수대에서 죽는 것보다는 낫다.
오스트리아군이 추방된 후, 밀라노와 이탈리아의 향후 정치 체제에 대한 논의가 시작되었다. 카타네오는 타협하지 않는 공화주의자이자 연방주의자였다. 그는 피에몬테 왕정에 대한 반감이 극심했으며, 오스트리아군에게 카를로 알베르토 왕이 패배하고 라데츠키가 밀라노를 재점령하러 진군 중이라는 소식을 듣고 이렇게 외쳤다:
좋은 소식이다. 피에몬테 군대가 패배했다! 이제 우리는 우리의 주인이 될 것이다. 민중의 전쟁을 벌여 오스트리아인을 이탈리아에서 몰아내고 연방 공화국을 세울 것이다.

## 망명과 이후의 활동

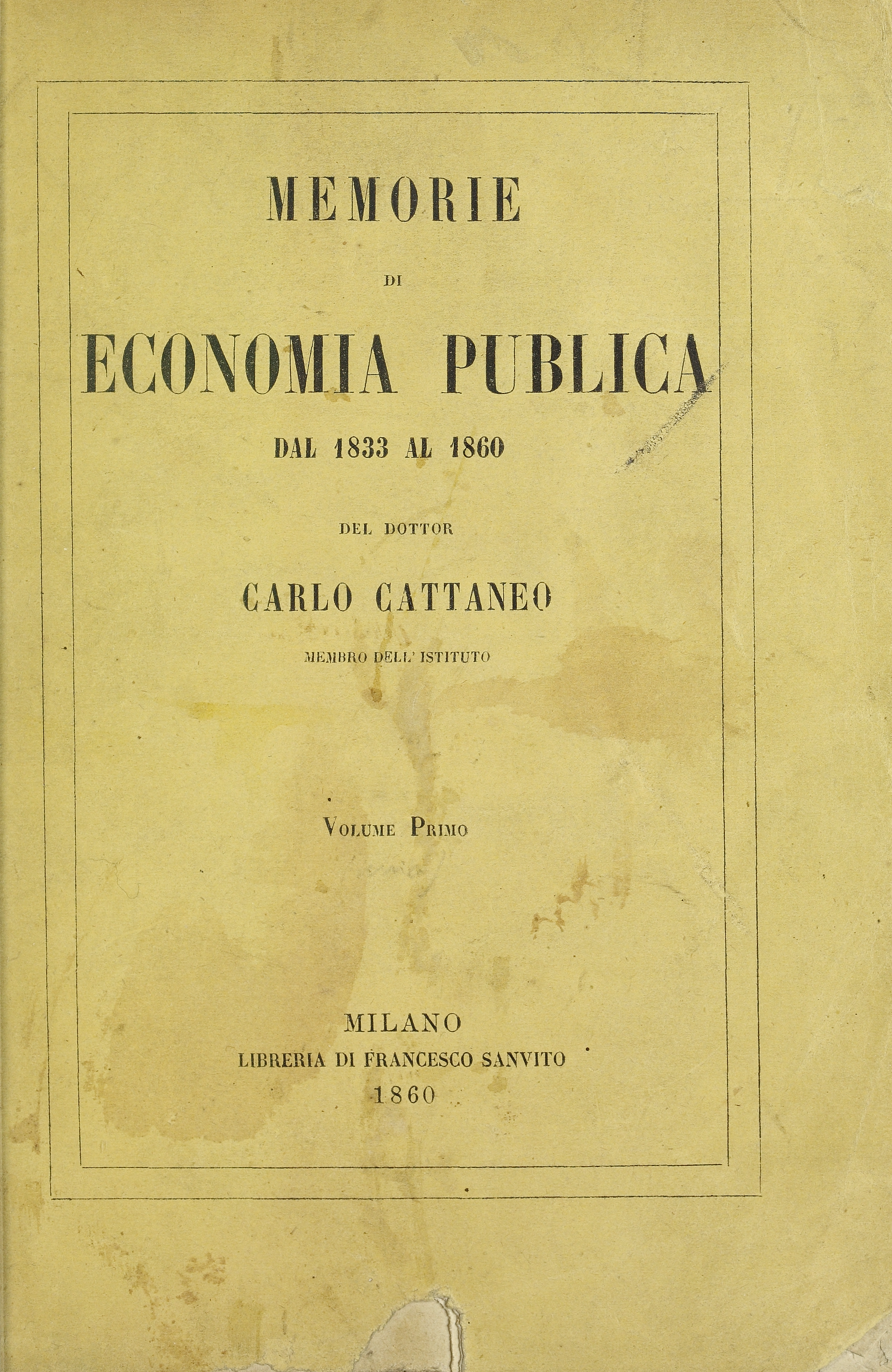
《1833년부터 1860년까지의 공공경제 회고록》(Memorie di economia pubblica dal 1833 al 1860), 카를로 카타네오, 1860년

1848년 8월, 오스트리아군이 밀라노에 재진입하자 카타네오는 도시를 탈출해 스위스 티치노주로 망명했다. 1852년에는 루가노에 새로 설립된 리세움에서 철학 교수로 임용되어 1865년까지 가르쳤고, 이 학교의 교육 방식 정립에도 결정적인 역할을 했다.
그는 이 시기 《1848년 혁명사》(Storia della Rivoluzione del 1848), 《이탈리아 정세 3년 아카이브》(Archivio triennale delle cose d’Italia, 전 3권, 1850~1855)를 집필했고, 1860년 초에는 《일 폴리테크니코》(Il Politecnico)를 다시 발간하기 시작했다. 1858년에는 티치노 대평의회(Grand Council of Ticino)로부터 명예 스위스 브루주아지를 수여받았다.
스위스에 망명 중이던 동안에도 카타네오는 이탈리아 통일 과정을 예의주시했다. 그는 카밀로 벤소 디 카보우르의 중앙집권적 통일 구상과, 니스와 사부아를 프랑스에 양도한 토리노 조약에 강하게 반대했다. 1860년, 주세페 가리발디는 카타네오를 나폴리로 초청해 나폴리 지방 정부에 참여할 것을 요청했으나, 카타네오는 지방 자치권이 없는 피에몬테와의 합병에는 동의하지 않았다. 이탈리아 왕국이 수립된 뒤에도 그는 여러 차례 하원 의원 출마 요청을 받았지만, 군주제에 대한 충성 서약을 양심상 할 수 없다며 모두 거절했다. 그러나 1868년, 친구들의 강한 권유에 마침내 출마를 수락했으나, 막판에 서약 문제로 다시 물러나 스위스로 돌아갔다. 그는 1869년 2월 6일, 스위스의 카스타뇰라에서 생을 마감했다.

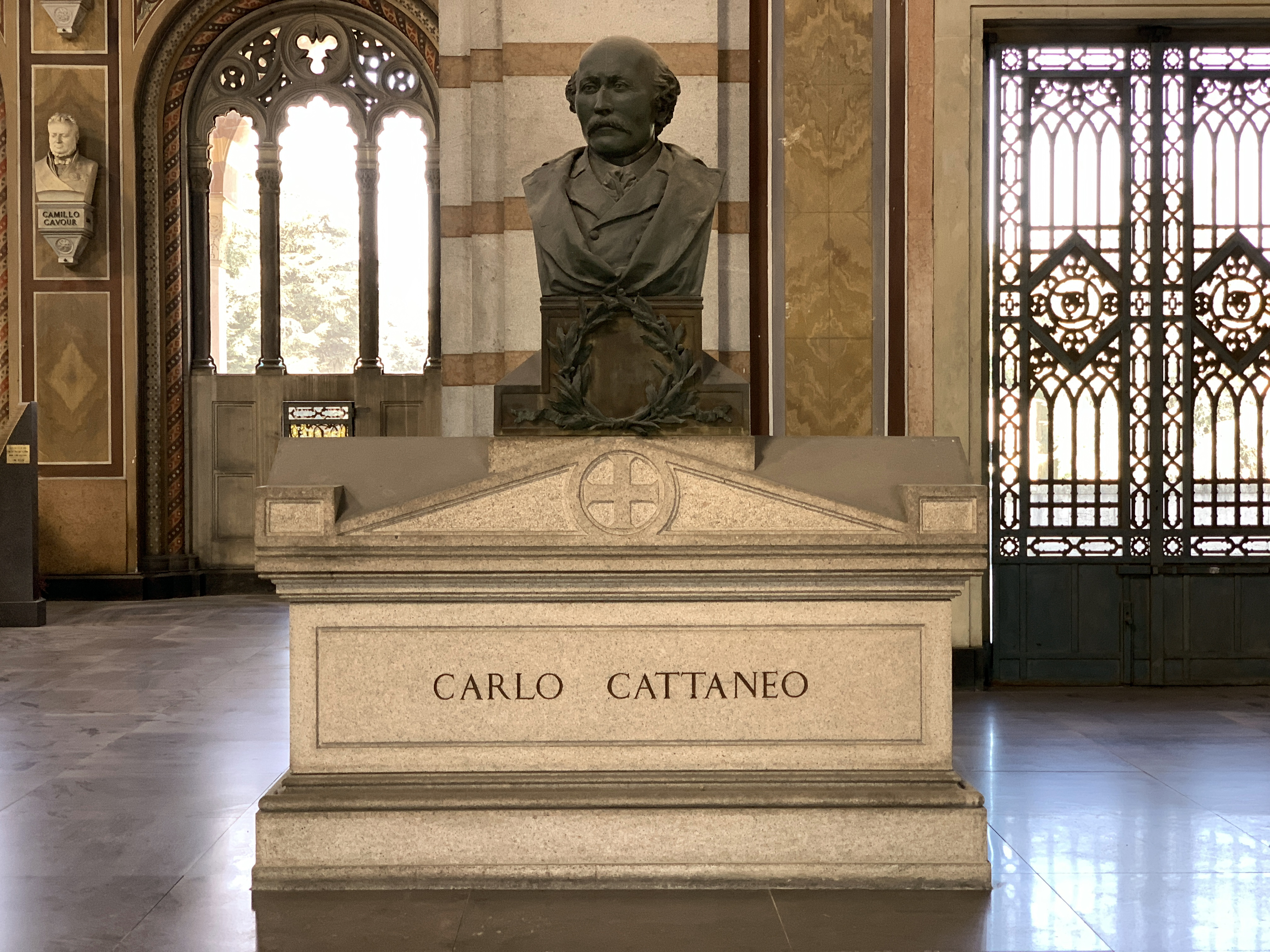
밀라노 기념묘지에 있는 카타네오의 무덤

작가로서의 카타네오는 박식하고 뛰어난 인물이었지만, 공화주의에 편향된 강경한 정치 성향 때문에 공정성을 잃었다는 평가도 있다. 그의 지방 자치에 대한 사상은 현명했지만, 통일이 절대적 과제로 여겨지던 시대 분위기 속에서는 시대착오적인 것으로 간주되었다. 이탈리아의 사회학자 가에타노 살베미니는 카타네오를 자코모 레오파르디, 카밀로 카보우르, 프란체스코 데 산크티스와 함께 19세기 이탈리아의 천재들 중 한 사람으로 평가했다.

## 저서

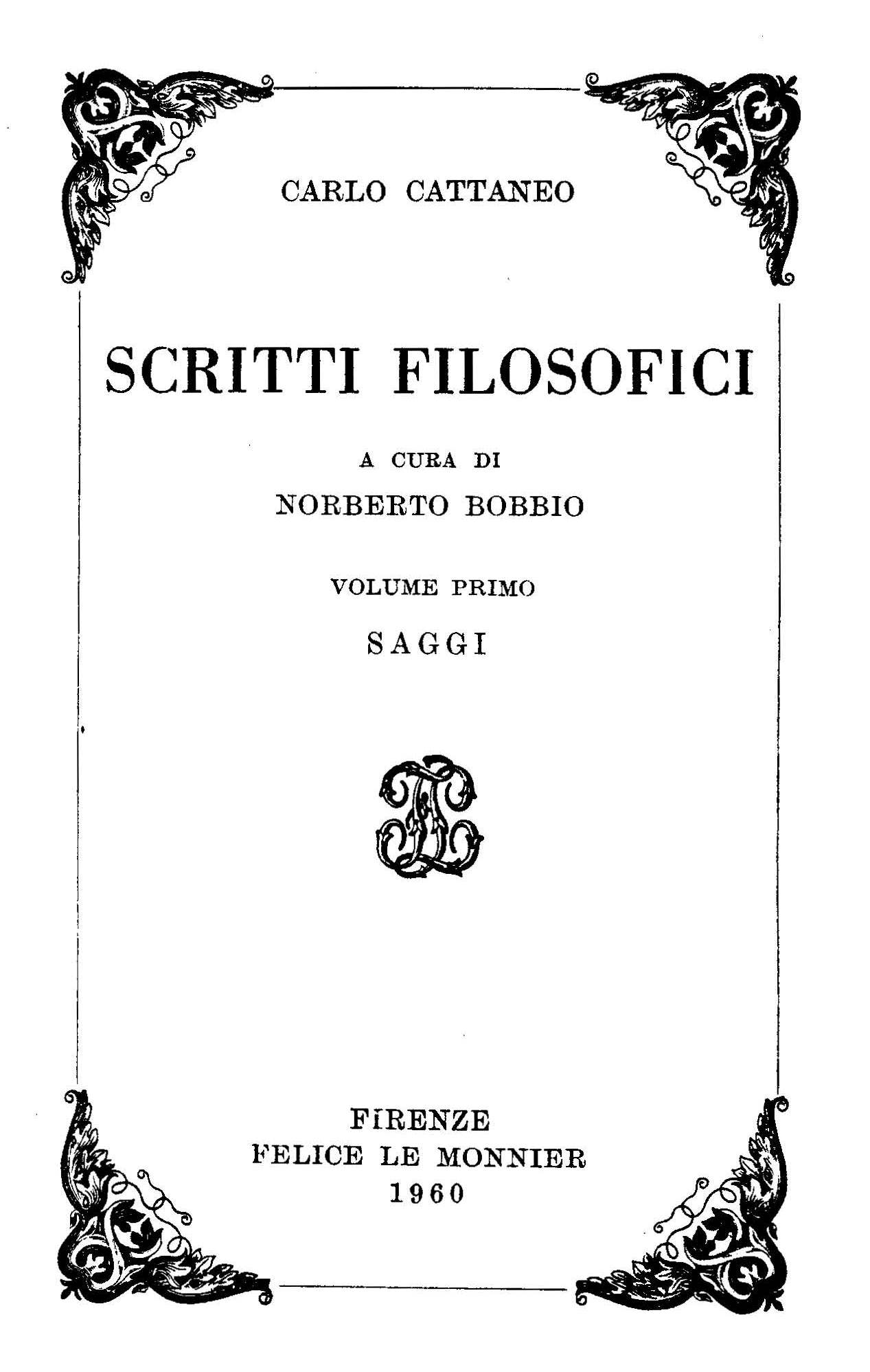
《철학적 글들》(Scritti filosofici)

- Interdizioni israelitiche, essay from the year 1836
- La città considerata come principio ideale delle istorie italiane
- Dell'India antica e moderna
- Notizie naturali e civili su la Lombardia
- Vita di Dante di Cesare Balbo
- Dell'Insurrezione di Milano nel 1848 e della successiva guerra